# Pavelské slanisko
Pavelské slanisko je chráněný areál v katastrálním území Nová Stráž města Komárno v okrese Komárno v Nitranském kraji na Slovensku. Území bylo vyhlášeno v roce 2012 a jeho rozloha je 18,61 hektaru. Předmětem ochrany je biotop vnitrozemských slanisek a slaných luk.